# Rượu Bàu Đá
Rượu Bàu đá là loại rượu đặc sản nổi tiếng của tỉnh Bình Định (Việt Nam).

## Xuất xứ và tên gọi
Rượu Bàu đá chính được nấu tại làng nghề truyền thống rượu Bàu đá thuộc xóm Tân Long, thôn Cù Lâm, xã Nhơn Lộc, thị xã An Nhơn, tỉnh Bình Định. Tên gọi của rượu được đặt theo tên nguồn nước dùng để ủ men, chưng cất rượu là Bàu đá. Bàu Đá là tên của một bàu nước ngày xưa cả làng dùng chung. Tên gọi chính xác là rượu Bàu đá nhưng do cách phát âm của người Việt từ Bàu và Bầu nên có nhiều người gọi là rượu Bầu đá.
Năm 2010, nước trong Bàu Đá cạn nước, nguồn nước dùng để ủ men, chưng cất rượu được lấy từ các giếng nước trong làng.

## Quy trình nấu rượu bàu đá
Muốn nấu được rượu Bàu đá chuẩn thơm ngon, người nấu phải tuân thủ các yêu cầu nghiêm ngặt về nguồn nước, gạo, men, dụng cụ nấu cộng với kinh nghiệm gia truyền.
Để có được một lít rượu ngon phải rất công phu: rượu được nấu bằng gạo lứt, mỗi mẻ nấu 10 kg gạo (lấy được khoảng 8 - 8,5lít rượu) và phải mất khoảng 6 giờ chưng cất. Dụng cụ dùng để nấu rượu gồm: nồi nấu rượu bằng ồng, nắp đậy nồi rượu làm bằng đất nung, ống dẫn rượu từ nồi qua bể làm mát được làm bằng gang nên rượu nấu ra có hương vị đặc trưng.
Khi chưng cất rượu không được vội vàng, phải để lửa cháy liu riu mới vắt cạn được tinh chất gạo. Người nấu rượu lâu năm không cần nếm cũng có thể thẩm định được chất lượng của rượu bằng cách lắng nghe tiếng rơi của giọt rượu trong vại sành lúc chưng cất và hương rượu thoáng qua. Rượu Bầu đá khi nấu ra có nồng độ rất cao, hơn 50 độ.

## Làng nghề Bàu Đá ngày nay
Ngày nay phong trào nấu rượu ở làng nghề phát triển mạnh, nhưng chất lượng đang bị suy giảm. Tuy vậy, vẫn còn những gia đình giữ được truyền thống nấu xưa nay và cho phẩm chất tốt. Muốn có được những lít Rượu Bàu Đá ngon nhất thì phải tìm đến đúng những hộ dân nấu ngay tại làng nghề truyền thống Bàu Đá. Bởi vì cái hồn của Rượu Bàu Đá được tạo nên từ chính nguồn nước ngầm của làng nghề. Nếu cùng những nguyên liệu như nhau mà nấu ở nơi khác, không dùng nước ngầm tại làng thì sẽ không đạt chất lượng.
Ngày 10 tháng 6 năm 2011, tại UBND xã Nhơn Lộc, huyện An Nhơn, Sở Khoa học và Công nghệ Bình Định đã tổ chức Lễ công bố Văn bằng bảo hộ nhãn hiệu tập thể “Rượu Bàu Đá”, theo đó có 53 doanh nghiệp, cơ sở và hộ cá nhân nấu rượu thuộc Hiệp hội sản xuất kinh doanh rượu Bàu Đá Bình Định được sử dụng nhãn hiệu tập thể “Rượu Bàu Đá”. Từ tháng 8-2007 đến tháng 6-2010, sau 1 quá trình thương thảo, Hiệp hội sản xuất kinh doanh rượu Bàu Đá Bình Định và Công ty TNHH thực phẩm Minh Anh - Đà Nẵng đã đạt được thỏa thuận với nhau về nhãn hiệu và Cục sở hữu trí tuệ đã chấp thuận cấp bằng bảo hộ cho nhãn hiệu tập thể “Rượu Bàu Đá”. Như vậy, trên thị trường hiện có chính thức 2 nhãn hiệu rượu Bàu Đá, đó là nhãn hiệu tập thể “Rượu Bàu Đá” Bình Định và nhãn hiệu “Rượu Bầu Đá” của Công ty TNHH thực phẩm Minh Anh - Đà Nẵng.

## Rượu Bàu Đá trong thơ ca
Nhà thơ Nguyễn Duy, sau một tháng trời trải nếm đủ loại từ Bàu Đá, Làng Vân, rồi Mẫu Sơn…từng kết luận rằng: mỗi xứ có rượu ngon của mình, xứng đưa vào hàng quốc tửu, nhưng “đi khắp thiên hạ rồi chưa thấy loại rượu nào sủi tăm nhiều và vị ngon như rượu Bàu Đá’’. Nhà thơ Yến Lan đã viết bài thơ Rượu Bàu Đá về loại rượu quê người anh hùng áo vải Quang Trung này trong Tuyển tập thơ tứ tuyệt Yến Lan, như sau:
Nhìn qua cốc rượu trong xanh
Tay người bưng uống môi mình lại say
Tiếng vang Bầu Đá là đây
Cờ đào áo vải lừng tay anh hùng.